# Приютовская поселковая община
Приютовская поселковая община (укр. Приютівська селищна громада) — территориальная община в Александрийском районе Кировоградской области Украины.
Административный центр — посёлок Приютовка.
Население составляет 11808 человек. Площадь — 520,71 км².
В соответствии с распоряжением Кабинета Министров Украины от 12 июня 2020 года, в состав общины вошли территории Приютовского поселкового, а также Андреевского, Войновского, Косовского, Константиновского, Лекаревского, Недогарского, Новосёловского и Протопоповского сельских советов Александрийского района.

## Населённые пункты
В состав общины входит 3 посёлка и 22 села:
- Посёлок Приютовка
- Андреевский старостинский округ:
  - Андреевка
  - Малая Берёзовка
  - Рожевое
  - Степановка
  - Сурганы
- Войновский старостинский округ:
  - Войновка
- Константиновский старостинский округ:
  - Бутовское
  - Занфировка
  - Константиновка
- Косовский старостинский округ:
  - Косовка
- Недогарский старостинский округ:
  - Вольный Посад
  - Глубокое
  - Марьевка
  - Недогарки
  - Новоульяновка
- Новосёловский старостинский округ:
  - Посёлок Весёлое
  - Посёлок Новосёловка
- Лекаревский старостинский округ:
  - Запорожье
  - Лекаревка
  - Новоалексеевка
- Протопоповский старостинский округ:
  - Берёзовка
  - Дибровы
  - Протопоповка
  - Ягодное